# 艾吉哈佐什海杰
艾吉哈佐什海杰，是匈牙利沃什州所辖的一个村，总面积13.20平方公里，总人口328，人口密度24.8人/平方公里（2010年1月1日）。